# Marcação isotópica estável por aminoácidos em cultivo celular

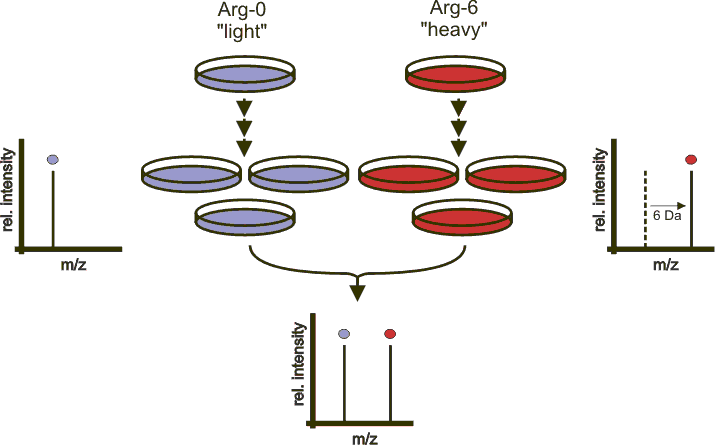
O princípio do SILAC. As células são marcadas diferencialmente, cultivando-as em meio leve com arginina normal (Arg-0, cor azul) ou meio com arginina pesada (Arg-6, cor vermelha). A incorporação metabólica dos aminoácidos nas proteínas resulta em uma mudança de massa dos peptídeos correspondentes. Essa mudança de massa pode ser detectada por um espectrômetro de massa conforme indicado pelos espectros de massa representados. Quando as duas amostras são combinadas, a proporção de intensidades de pico no espectro de massa reflete a abundância relativa de proteínas. Neste exemplo, a proteína marcada tem a mesma abundância em ambas as amostras (razão 1).

Marcação isotópica estável por aminoácidos em cultivo celular (abreviada na literatura em inglês como SILAC, de Stable Isotope Labeling by/with Amino acids in Cell culture) é uma técnica baseada em espectrometria de massa que detecta diferenças na abundância de proteínas entre amostras usando marcação isotópica não radioativa. É um método popular para proteômica quantitativa.

## Procedimento
Duas populações de células são cultivadas em cultura de células. Uma das populações de células é alimentada com meio de cultura contendo aminoácidos normais. Em contraste, a segunda população é alimentada com meio de cultura contendo aminoácidos marcados com isótopos pesados estáveis (não radioativos). Por exemplo, o meio pode conter arginina marcada com seis átomos de carbono-13 (13C) em vez do carbono-12 normal (12C). Quando as células estão crescendo neste meio, elas incorporam a arginina pesada em todas as suas proteínas. Posteriormente, todos os peptídeos contendo uma única arginina são 6 Da mais pesados do que suas contrapartes normais. Alternativamente, pode ser usada uma marcação uniforme com 13C ou 15N. O truque é que as proteínas de ambas as populações celulares podem ser combinadas e analisadas em conjunto por espectrometria de massa. Pares de peptídeos quimicamente idênticos de diferentes composições de isótopos estáveis podem ser diferenciados em um espectrômetro de massa devido à sua diferença de massa. A razão de intensidades de pico no espectro de massa para esses pares de peptídeos reflete a razão de abundância para as duas proteínas.